# Makroud
Il Makroud o Makrout (in arabo مقروض‎?) è un dolce tradizionale del Maghreb e di Malta.

## Storia
La pietanza è originaria della Tunisia e dall'Algeria, da dove fu diffusa dagli Aghlabidi a Malta, dove è conosciuto come imqaret. Il makroud arrivò anche in Marocco, inizialmente a Fès, Oujda e Tétouan da dove poi si diffuse in tutto il paese.
Negli ultimi decenni si è affermato tra la vasta comunità maghrebina in Francia.

## Preparazione
Il makroud viene preparato sovrapponendo uno strato di pasta a base di semola di grano duro e uno strato di pasta di datteri, preferibilmente di tipo deglet nour. Alcune varianti vogliono i fichi o le mandorle, che vengono arrotolati e tagliati sotto forma di diamanti o di triangoli prima della cottura che avviene molto spesso in olio vegetale. Il makroud viene quindi immerso in uno sciroppo a base di miele e acqua di fiori d'arancio. Viene servito freddo.